# چهاربال
چهاربال  (نام علمی: Ypthima huebneri) از گونه‌های پروانه‌های است که در سال ۱۸۷۱ میلادی توصیف علمی شدند. آسام هند و میانمار زیستگاه این گونه‌است.

## ظاهر
گستره بال پروانه بالغ، ۴۰ تا ۴۴ میلی‌متر می‌باشد.